# Mădălina Hegheș
Mădălina Hegheș (Botoșani, 29 de septiembre de 1997) es una deportista rumana que compitió en remo. Ganó una medalla de plata en el Campeonato Europeo de Remo de 2018, en la prueba de cuatro sin timonel.

## Palmarés internacional
| Campeonato Europeo | Campeonato Europeo    | Campeonato Europeo | Campeonato Europeo |
| Año                | Lugar                 | Medalla            | Prueba             |
| ------------------ | --------------------- | ------------------ | ------------------ |
| 2018               | Glasgow (Reino Unido) | Medalla de plata   | Cuatro sin timonel |